# 生さんま みんなでイイ気持ち!
『生さんま みんなでイイ気持ち! everybody be comfortable!!!!』（なまさんま みんなでいいきもち）は、1995年10月20日から同年12月22日までフジテレビ系列で放送された生放送情報バラエティ番組である。放送時間は毎週金曜 19:30 - 20:54 (JST) 。明石家さんま司会の冠番組。

## 概要
タイトルが「生さんま」と示している通り、第1回目の放送は生放送で行われたが、あまりにグダグダな内容だったために、その後は収録放送になった。
開始当初から記録的な低視聴率だったことに加え、番組自体がバレーボールワールドカップ中継で頻繁に中断したことからさんまが番組降板を申し出たことにより、正式な告知がないまま番組は全7回で自然消滅した。
なお、最終回は『特上さんまクリスマスパーティー!みんなですっげぇイイ気持ち!』というタイトルで19:00 - 20:54の拡大版で放送されたが、当日の各新聞のテレビ欄には最終回のマークが付けられていなかった。

## 出演者

### 司会
- 明石家さんま
- 中居正広（当時SMAP）
- 大塚範一
- 中山エミリ
- 菊間千乃（当時フジテレビアナウンサー）

### パネラー
- アンタッチャブル
- 古田敦也（当時ヤクルトスワローズ）
- 村上ショージ
- ラサール石井

## 主なコーナー
教えて!アミーゴ
さんまとゲストとのトークコーナー。
生中継コーナー　
全国各地から花火など中継された。
聖クレーン伝説
中居の進行で、ゲストの家族2組が、回答者ご指名クイズで対決したのち、勝者のチームが人間クレーンに挑戦する。
ガッテン大塚道場
大塚が様々なことに挑戦する。
新築ライトアップ
一般視聴者の自慢の新築を大島渚のアドバイスの下、華麗にライトアップする企画。
なぞなぞ道場
太鼓の音と共に一般視聴者が現れ、さんまを始めとする司会者やパネラーになぞなぞを出題する。答えられないと、商品が貰える。
あんたのおなまえナンバーズ
出演者が音楽（トニー谷の歌「あんたのおなまえ何ァんてェの」）に合わせて、（さんま）「あんたのおなまえ」（出演者）「ナンバーズ!!」と叫ぶと、頭上から「あ」から「ん」まで書いた45枚の紙切れ（「を」は無し）が降りてくる。その中から3,4枚選び、その文字が名前の中に入っている視聴者が、番組宛に葉書を出すと、抽選で賞金が貰えるというプレゼント企画であった。

## エピソード
- さんまの友人で歌手の松山千春がお祝儀袋の被り物を着て登場し、さんまのリクエストで「大空と大地の中で」をギターで弾き語りした。が、スタッフのミスでギターの音が途中からしか放送されなかった。
- さんまとゲストとのトークコーナー「おしえてアミーゴ」のゲストに唐沢寿明が登場した。この回は収録放送だったが、放送日当日に、唐沢と山口智子が結婚することになり、急遽最初の数分間だけ生放送で、さんまと唐沢だけが控え室のような部屋でトークをし、スタジオへ向かうフリを行った。
- 最初は生放送で、その後すぐに収録放送に変更されたが、最終回だけは再び生放送で、ゲストでSMAP6人が出演した。この最終回2日前には、日本テレビで『さんま&SMAP!美女と野獣のクリスマススペシャル』を生放送しており、3日以内にさんまとSMAPが出演する生放送番組が2回も放送された。